# Войцех Бальчун

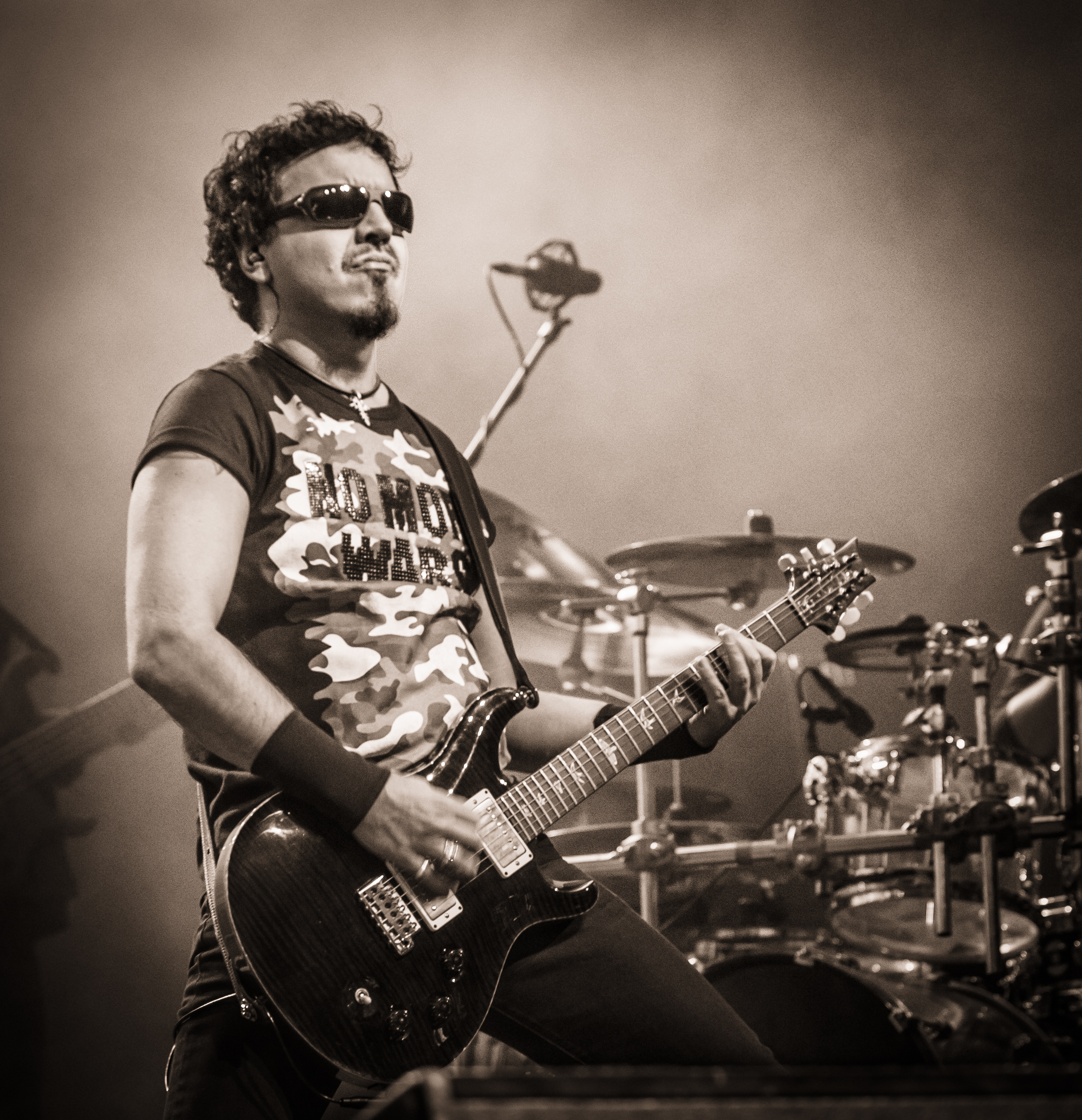
Войцех Бальчун під час концерту гурту Chemia (2013 р.).

Во́йцех Ба́льчун (пол. Wojciech Balczun; нар. 19 червня 1970, Ельблонг, Вармінсько-Мазурське воєводство, Польська Народна Республіка) — польський топменеджер, колишній президент PKP Cargo, голова правління ПАТ «Укрзалізниця» у 2016—2017 роках. Музикант, гітарист гурту Chemia.

## Біографія
Народився в м. Ельблонгу, Польська Народна Республіка. Його дід був юристом і походив з Рогатина на Івано-Франківщині.
Закінчив політологію в Силезькому університеті в Катовицях і MBA, валідовану[прояснити] через Rotterdam School of Management Erasmus University.
З 1994 по 1997 рік обіймав посади директора Ruch S.A., директора з дистрибуції Upper Silesian Press Association.[джерело?] З 1997 року був головою Ради Consul Ltd. Marketing Office, з 1998 по 2000 рік очолював Управління фізичної культури та туризму.[джерело?]
У 2000—2002 роках обіймав посаду директора з маркетингу Центральної ради польської пошти.
У 2002—2007 роках — керуючий директор PKO Bank Polski.
У 2005—2007 роках — голова Ради Директорів Польської залізниці. 2006 року обіймав посаду посередника у суперечці щодо заробітної плати у PKP Cargo S. A. Від 28 січня 2008 року по 29 січня 2013 року — голова правління цієї компанії, в якій провів реструктуризацію.
У квітні 2012 року був головою ради директорів Польських авіаліній LOT. Також виступає в ролі віце-президента Роботодавців Польщі і віце-президента Європейської Організації Роботодавців Громадського Сектору (CEEP).
З 2007 року — лідер і гітарист рок-групи Chemia. Після відмови від управління PKP Cargo S. A. записав з групою диск у Ванкувері. Прем'єра альбому відбулася в 2013.
У 2013 році займався експертною консультативною діяльністю WZB Трейд.
У 2014 році був радником правління Centrala Zaopatrzenia Hutnictwa, а у 2015 році — радником правління Агентства з промислового розвитку.
6 червня 2016 року в результаті конкурсу був призначений Кабінетом Міністрів України головою правління ПАТ «Укрзалізниця».
2 серпня 2017 року повідомив, що прибуток «Укрзалізниці» в першому півріччі становив 122,5 мільйона гривень, проти 3,78 млрд грн збитку за аналогічний період 2016 року. В той же час доходи збільшилися на 5,6 млрд, або 17,6 %, і становили 35,3 млрд грн.
9 серпня 2017 року Войцех Бальчун подав у відставку, того ж дня його було звільнено з посади голови правління ПАТ «Укрзалізниця». Виконуючим обов'язки став Євген Кравцов.
Одружений, має двох дітей.

## Нагороди
- «Менеджер Року 2009» у конкурсі, організованому економічним журналом «Home&Market» (2009)[5];
- Звання Менеджера Року в опитуванні «Людина Року — Przyjaciel Kolei»;
- Звання «Того, хто змінює польську промисловість» (2010)[5];
- «Платиновий Лауреат Навички та Компетенції» нагороджений Національною Економічною Палатою (2011)[5];
- «Konfederatka» — нагороду присуджують Роботодавцями Польщі (Pracodawcy RP) (2011)[12];
- Звання «Обличчя Бізнесу» в рейтингу TVN CNBC[5];
- Місце в списку ТОП-20 «Bloomberg Businessweek Польща», як один з найкращих менеджерів у час кризи (2012).